# Niño de Murcia
Niño de Murcia (Zeneta, Murcia) es un cantante y guitarrista de flamenco. Francés, nacido en España y trasladado a Francia a los 20 años de edad, conocido por sus canciones españolas y latinas. Fue contratado por la discográfica Disques Festival que publicó la mayor parte de sus grabaciones. Mayormente, cantó en castellano, pero también publicó numerosas canciones en francés y en muchos otros idiomas. Alcanzó fama internacional, sobre todo en Europa, África y Oriente Medio. Sus canciones en español El Emigrante y Esperanza (original de Charles Aznavour) quedaron como canciones icónicas al inicio de los años 1960 en Francia, así como sus famosas versiones de muchas clásicas como Granada, Guantanamera, Malagueña, etc.

## Premios
Niño de Murcia ganó el premio "Grand Prix du Disque" de la Académie du Disque Français.

## Discografía

### Álbumes
| Título y detalles                                     | Notas |
| ----------------------------------------------------- | --- |
| La Tani - Tipo: Álbum - Publicado en 1958             | Lista de pistas 1. La Tani 2. Media Granaina 3. La Romaria Lorena 4. Pot-pourri espagnol 5. Alegrias 6. Cale 7. Muerte de Manolete 8. Rosas |
| Malagueña / Granada - Tipo: Álbum - Publicado en 1958 | Lista de pistas 1. La Tani 2. Media Granaina 3. La Romaria Lorena 4. Al Amor 5. Alegria de Jerez 6. Malagueña 7. Muerte de Manolete 8. El Soldado De Levita 9. Cale 10. Alegrias 11. Rosas 12. Granada                                                                               |
| Mira Mira - Tipo: Álbum - Publicado en 1958           | Lista de pistas (de la 1 a la 5 con Héctor Pérez y Morenita Sanz / de la 6 a la 10 con Jean Bouchety y su Orquesta) 1. Mira Mira 2. Celitos 3. El Berebito 4. Puentecito 5. Ay del Ay 6. Maria Morena 7. Historia de un amor 8. Si Vas a Catalayud 9. Bolera Gitano 10. Luna Serrana |
| Esperanza - Tipo: Álbum - Publicado en 1962           | Lista de pistas 1. Esperanza 2. Madrid Madrid 3. Granada 4. Cinquième danse des Granados 5. Mi Jaca 6. Puerta del Sol 7. Malagueña 8. Mirame Morenita 9. El Soldado de Levita 10. Valencia 11. Camino Verde 12. Angelitos Negros                                                     |

### Minis
| Año  | Canción principal       | Otras pistas                                                     |
| ---- | ----------------------- | ---------------------------------------------------------------- |
| 1958 | "Fiesta de Navidad"     | "Mi Nina", "El Bele Bele", "Faraon"                              |
| 1959 | "Du Moment qu'on s'aime | "Amour d'Espagne","Toute une année", "Vive Paris"                |
| 1961 | "Esperanza"             | "Mi Jaca", "Nostalgia India", "Mirame Morenita"                  |
| 1961 | "Guantanamera"          | "Mírame Soledad", "Sahara", "Mar, Cielo y Sierra"                |
| 1961 | "Puerta del Sol"        | "La Cravana y El Viento", "5ème Danse De Granados", "Noce a Rio" |
| 1962 | "Adiós Mi Vida"         | "Sinceridad", "Clavelitos", "El Festival"                        |
| 1962 | "Mi Flamenco Twist"     | "Madrid Madrid", "Por Tu Amor", "Penalti"                        |
| 1962 | "El Cordobes"           | "Cari, Cari, Caridad", "Justicia", "Muchas Gracias Señorita"     |
| 1963 | "Cuarenta Noches"       | "Cancion Torera", "Carino Mio", Llorar Llorar (Y'Aura Y'Aura)"   |
| 1965 | "La luna y el toro"     | "Corazon de madera", "Soy pecador", "En Murcia"                  |

### Recopilaciones
- 2007: Guitares, mes amies [1]
- 2015: Niño de Murcia: 50 succès essentiels 1957-1962 (2 CDs) [2]

Lista de pistas:
CD 1:
1. "El emigrante" (3:27)
2. "Guitares, mes amies" (2:58)
3. "Jusqu'au bout du monde" (1:59)
4. "Antonio Vargas Heredia" (de Noche de Andalucía) (5:04)
5. "La tani" (de Vendetta en Camargue (2:59)
6. "El berebito" (2:38)
7. "Ay del ay (Bulerias)" (2:51)
8. "Mira mira" (3:13)
9. "Puentecito" (3:00)
10. "Celitos" (2:00)
11. "María Morena" (1:49)
12. "Historia de un amor" (2:38)
13. "Bolero gitano" (3:26)
14. "Luna serrana" (2:51)
15. "Du moment qu'on s'aime" (3:01)
16. "Amour d'Espagne" (2:44)
17. "Toute une année" (3:07)
18. "Vive Paris" (3:20)
19. "Les gitans" (3:55)
20. "Tanto tienes tanto vales" (2:46)
21. "Le gitan et la fille" (3:35)
22. "Camino verde" (3:47)
23. "Malagueña" (4:03)
24. "El soldado de levita" (2:53)
25. "Que nadie sepa mi sufrir" (2:41) CD 2:
1. "Granada" (3:55)
2. "Vénus" (2:30)
3. "Melodía perdida" (2:39)
4. "Eva la Gitana" (de La Femme et le Pantin) (3:05)
5. "Murcia de mi sueños" (3:38)
6. "Valencia" (2:22)
7. "Angelitos negros" (2:27)
8. "Si vas a Calatayud" (3:12)
9. "Luna de miel" (3:03)
10. "Puerta del sol" (3:36)
11. "La caravana y el viento" (2:59)
12. Danse espagnole N°5 "Andalucia" (5:15)
13. "Noche a Río" (2:10)
14. "Esperanza" (2:57)
15. "Nostalgia India" (3:39)
16. "Mi jaca" (3:01)
17. "Mírame Morenita" (2:12)
18. "Mi flamenco twist" (2:07)
19. "Madrid" (2:32)
20. "Por tu amor" (2:43)
21. "Penalti" (2:34)
22. "Sinceridad" (2:45)
23. "Clavelitos" (2:42)
24. "El festival" (2:20)
25. "Adiós mi vida" (3:00)